# Beatus de Tábara
Le Beatus de Tábara est un manuscrit enluminé contenant notamment un commentaire de l'Apocalypse de Beatus de Liébana provenant du Monastère de San Salvador de Tábara (es). Il est actuellement conservé aux Archives historiques nationales d'Espagne (es) sous la cote L.1097B. Le manuscrit a perdu un grand nombre de ses miniatures.

## Historique
D'après le colophon situé au folio 167 du manuscrit, celui-ci aurait été achevé par un enlumineur du nom d'Emeterius le 29 juillet 970 au sein du scriptorium du Monastère de San Salvador de Tábara (es), situé à Tábara, dans l'actuelle province de Zamora. Le copiste du manuscrit est un certain Monnius. La décoration du manuscrit a été entamée par un certain Magius qui pourrait être le même que le Maius auteur des enluminures du Beatus de Morgan, mais qui est mort au cours de son travail. Au verso, se trouve représentée la tour dans laquelle ont travaillé les copistes et enlumineurs : deux de ces derniers sont représentés avec un assistant. L'origine du premier manuscrit n'a pu être déterminée mais provient sans doute de la province de León et date aussi du Xe siècle.
À l'occasion d'une restauration de l'ouvrage, il a été avancé l'hypothèse selon laquelle le manuscrit actuel aurait été en réalité le résultat de la fusion d'un premier ouvrage avec deux folios provenant d'un autre manuscrit du Beatus, les actuels folios 167 et 168, tous deux ajouté dès l'époque médiévale. Ces deux derniers possèdent des traces de découpes qui font penser à des feuillets plus grands qui auraient été découpés pour s'adapter à un nouveau codex. Cependant, cette hypothèse est contestée et pour John Williams, l'ensemble des folios proviennent du même manuscrit. 
Le manuscrit a appartenu à Ramón Alvarez de la Braña, bibliothécaire à León. Il entre dans les collections de l'école de Diplomatique de Madrid, puis aux archives nationales d'Espagne.

## Description
Le texte est écrit sur deux colonnes en minuscules wisigothiques. Des gloses en arabes sont notées dans les marges, ce qui indique que ces monastères abritaient des moines mozarabes. Il ne contient plus que huit de la centaine de miniatures que le premier manuscrit contenait à l'origine. L'ouvrage contient aussi plusieurs grandes lettrines ornées. Le manuscrit appartient au même groupe de manuscrits du Beatus que le Beatus de Gérone ou le Beatus de Morgan et proviennent sans doute du même scriptorium. 